# Mercat municipal de Carlet
El mercat municipal de Carlet (Ribera Alta, País Valencià) va ser construït l'any 1934 amb projecte de l'arquitecte Mariano Peset Aleixandre. Com tots els de la seua tipologia, se situa en un lloc cèntric, en plena trama urbana de la ciutat històrica. El nucli està situat en una plana, adossat a la riba dreta del riu Magre. Aquesta situació ha condicionat el creixement urbà que s'ha produït en la direcció del barranc, havent estat guiant pels camins longitudinals, i contingut per les muralles, que van ser enderrocades el 1837. Això ha originat una trama compacta en quadrícula, amb illes de cases estretes i allargades en la direcció de la rambla. La parcel·la on s'implanta el mercat forma part d'una d'aquestes illes.
En els dibuixos del projecte original apareix com un edifici exempt, encara que actualment i com a conseqüència dels rebliments de la trama urbana, està situat entre mitgeres, de manera que no hi ha possibilitat d'accessos laterals, i limitada al sud pel carrer principal, que recorre els centres cívics de la localitat, i al nord, pel carrer que voreja el llit del riu.

## Descripció
El projecte consistí en un gran hangar que allibera la part central per a les circulacions, i concentra els espais laterals per als llocs de venda. La planta s'organitza segons l'eix longitudinal en el qual es disposen els accessos; constituint l'accés sud com l'entrada principal, que queda emfatitzada pel tractament exterior de la façana, i per la seva immediatesa als principals espais cívics de la ciutat. L'accés nord per contra, està plantejat com de servei per a la càrrega i descàrrega de mercaderies; solució funcionalment apropiada per la seua connexió amb la ronda que recorre el marge dret del barranc que desemboca en les principals vies de comunicació.
La materialització de l'edifici recull les principals idees del llenguatge modern que es reflecteix en diferents aspectes, com ara, la solució de la façana sud, l'estudi de la il·luminació i el plantejament de l'estructura. En l'alçat d'accés, es busca una composició simètrica, amb un cos principal central emmarcat per dos grans pilars verticals, on se situa l'obertura d'accés marcada amb una marquesina, la part superior es resol amb un frontó flanquejat amb dues petites cornises horitzontals sota les quals se cita una vidriera emmarcada amb una ornamentació consistent en un referent iconogràfic que recorda els productes que es poden comprar al mercat. La llum adquireix un paper fonamental en la creació d'un ambient en què les condicions sanitàries i higièniques demanen grans exigències. L'entrada de llum es produeix de forma longitudinal a través del realç de la part superior de la nau, així com des de la façana posterior que es resol amb parament envidrat. La solució estructural en pòrtics i armadures metàl·liques constitueix una aposta pel progrés tecnològic dels materials de construcció, alhora que possibilita la creació d'un gran espai diàfan formalitzat amb gran lleugeresa.